# Hjärtats begärelse
Hjärtats begärelse är en roman av den franske författaren Gustave Flaubert. Dess franska titel är La Tentation de Saint Antoine, "den helige Antonius' frestelse". Den utspelar sig under en natt på 300-talet och skildrar hur den helige Antonius under sin tid som eremit i Egyptens öken får utstå en rad frestelser. Texten har drag av läsdrama och prosadikt. Den dramatiska formen och skildringen av Djävulen är inspirerade av Johann Wolfgang von Goethes Faust.
Flaubert började skriva romanen 1839 och färdigställde tre versioner 1849, 1856 och 1872, innan den slutgiltiga versionen gavs ut 1874. En svensk översättning av Per Meurling gavs ut 1957.